# Herzblut. Ein Kluftingerkrimi
Herzblut. Ein Kluftingerkrimi ist eine vom Bayerischen Rundfunk produzierte Fernsehkomödie aus dem Jahre 2016. Der Film gehört zur Heimatkrimi-Reihe des BR und ist ein weiterer Fall des Kommissars Kluftinger. Die Literaturverfilmung basiert auf dem gleichnamigen Roman von Volker Klüpfel und Michael Kobr. Regie führte Lars Montag.

## Handlung
Kriminalhauptkommissar Kluftinger hat private Sorgen, denn sein Vater muss sich wegen einer Herzerkrankung in eine Klinik begeben. Ihm selbst wird vom Arzt angetragen sich auch unbedingt durchchecken zu lassen, da solche Erkrankungen häufig erblich sind. Das gibt Kluftinger zu denken und er unterzieht sich in der Oberstaufener Klinik einigen Tests. Letztendlich ist aber nur ein verschobener Rückenwirbel schuld an diversen Leiden des Kommissars.
Auch beruflich müssen sich Kluftinger und seine Kollegen mit einem menschlichen Herzen befassen, das am „Teufelssee“ gefunden wurde. Erst Tage später wird der dazugehörende Körper entdeckt. Es handelt sich dabei um Dr. Steiner aus der Oberstaufener Klinik. Für die Kriminalpolizei eröffnet sich damit eine Mordserie, denn am Vortag wurde der Versicherungsmakler Hübner bestialisch zugerichtet aufgefunden und auch ihm wurde das Herz herausgeschnitten. Dieses lag makabererweise im Kühlschrank des Toten. In der Wohnung findet Kluftinger das Stück eines Röhrchens, wie es in Schießbuden auf der Kirmes verwendet wird. Das wiederum bringt die Verbindung zum Mord an einem Taxifahrer, der eigentlich als gelöst galt, weil der Täter gefasst und bereits inhaftiert wurde. Markanterweise starb das Opfer durch einen Schuss ins Herz, das ihm erst vor kurzem transplantiert wurde, und wie Maier recherchiert, hatte der Täter auf dem Kirmesplatz in einer Schießbude gearbeitet. Für Kluftinger sieht das nach einem Auftragsmord aus.
In Dr. Steiners Herzen, welches im See gefunden wurde, kann der Rechtsmediziner Rückstände eines Herzmedikaments nachweisen, das noch nicht zugelassen ist und das nach seinen Recherchen derzeit nur in der Klinik in Oberstaufen in seiner Testphase angewendet wird. Wie Kluftinger herausfindet, hatte Steiner weit mehr Patienten das Mittel verabreicht, als es auf einer offiziellen Liste verzeichnet war. Da auch Kluftingers Vater zu diesem erweiterten Patientenkreis zählt, beunruhigt ihn dies, was ihn veranlasst, verbissen den Fall der ominösen Mordserie zu lösen. Schon bald gibt es ein weiteres Opfer, dem das Herz herausgeschnitten wurde, diesmal eine Beamtin des Ordnungsamtes. Hier findet sich ein Kamelhaar am Tatort, wodurch Maier hofft, eine Spur zu den Tätern zu finden. Kluftinger gelingt es aufgrund eines Ölflecks vor dem Haus des getöteten Versicherungsmaklers, einen Transporter ausfindig zu machen, der einem Schießbudenbesitzer gehört.

Nachdem er kurze Zeit für den Mörder gehalten wird, entlastet ihn die Tatsache, dass er den Transporter schon vor Wochen an die Burlitzers verkauft hat, ein Geschwisterpaar, das den Karussellbetrieb seiner kurz hintereinander gestorbenen Eltern übernommen hatte und das seitdem nicht mehr klar kommt. Kluftinger erfährt auch, dass die Ursache der Firmentalfahrt ein Unfall war, bei dem ein Kind auf dem Karussell zu Schaden kam, für den die Versicherung nicht gezahlt hatte. Ein Jahr zuvor mussten sie einen angestammten Schaustellerplatz aufgeben, weil es Beschwerden eines Bürgers beim Ordnungsamt gab. Die Mutter starb aufgrund einer zu zögerlichen Behandlung im Klinikum Oberstaufen unter Dr. Steiners Verantwortung. Wie sich später herausstellt, hatte der Taxifahrer das Herz transplantiert bekommen, das eigentlich für Frau Burlitzer gedacht war. Dem Kommissar ist damit klar, dass Jessica und Roger Burlitz auf einem Rachefeldzug sind. Da die Geschwister in ihrer Wohnung nicht angetroffen werden, wird nach ihnen gefahndet. Kluftinger befürchtet, dass der Rachetrip noch nicht vorbei ist. Er wähnt daher den Bürger, der seinerzeit die Anzeige getätigt hatte, in größter Gefahr. Wie Sandy Henske recherchiert, war dies ihr Kollege Richard Maier. Kluftinger und Roland Hefele versuchen nun Maier krampfhaft zu finden, da er von seiner „Kamelsuche“ nicht zurückgekehrt ist. Kluftinger versucht es in einem Nachbarort und findet seinen Kollegen tatsächlich, doch wird er von den Burlitzers überwältigt und verschleppt. Jessica Burlitzer ist fest entschlossen, nun beide zu töten. Kluftinger und Maier werden zum Kirmesplatz gebracht, wo ihnen zum Glück die Flucht gelingt und das Mörderpärchen festgenommen werden kann.

## Hintergrund
Die Figur des Kommissars Kluftinger wird als ein liebenswert altmodischer Held wider Willen dargestellt. Er mag weder Größenwahn noch Eitelkeit und liebt seine Heimat. Zu Kluftingers Bekanntenkreis gehört der „G’scheithafa“ Dr. Langhammer, den er häufig trifft und der mit der besten Freundin von Kluftingers Frau Erika verheiratet ist. Trotzdem siezen sich die Männer.
Die Dreharbeiten zu Herzblut. Ein Kluftingerkrimi fanden von Oktober bis Dezember 2015 in Memmingen und der Umgebung statt. Die ehemalige Realschule in der Buxacher Straße diente dabei als Polizeipräsidium. Am Anfang des Films sieht man das Hohe Schloss von Bad Grönenbach. Auch Innenaufnahmen der Klinik wurden dort gedreht.

## Rezeption

### Einschaltquote
Die Fernsehpremiere von Herzblut. Ein Kluftingerkrimi wurde am 24. November 2016 in Deutschland von insgesamt 3,99 Millionen Zuschauern gesehen und erreichte einen Marktanteil von 12,6 Prozent.

### Kritik
Für die Frankfurter Allgemeine wertete Michael Hanfeld in Anbetracht der regionalen Kritik des letzten Kluftinger: „Spektakulär“ wäre diesmal „nix, aber auch nicht heiter-verkitscht“, auch wäre „die von Kobr und Klüpfel in ihrem Roman angelegte Comedy […] sogar etwas zurückgenommen, und die Figuren erscheinen in puncto Schrägheit alle eine Nummer kleiner.“
Volker Bergmeister beurteilte diesen Krimi auf tittelbach.tv insgesamt als ein „ansehnlichen Stück“ bei dem auch „behutsam, aber stimmig“ die Dialekte eingesetzt wurden. Der Film biete „Eine abgründige Story, viel Situationskomik“ und ein „gelungene[s] Spiel mit den Charakteren und ihren kleinen Scharmützeln.“ Die Figur des Kommissar kluftinger stehe „in der Tradition der schrulligen, tapsig wirkenden, aber instinktsicher und mit scharfem Blick agierenden Ermittler, in einer Reihe also mit Miss Marple, dem Bullen von Tölz oder Columbo.“ Der Film biete teilweise „surreal anmutende Szene[n], in der die ganze Bandbreite der Figur zum Tragen kommt.“ „Das Allgäu mit seiner prächtigen Landschaft rückt in dieser Folge etwas in den Hintergrund. Die düstere Story dominiert auch die Optik.“